# Waldemar Dalenogare
Waldemar Dalenogare Neto (Porto Alegre, 3 de abril de 1991), mais conhecido como Dalenogare, é um crítico de cinema, pesquisador, historiador e professor universitário brasileiro. Foi o primeiro sul-americano a entrar para a Critics Choice Association, que organiza o Critics' Choice Movie Awards. Também é membro da Film Independent (onde vota no Prêmios Independent Spirit), Academia Brasileira de Cinema, Online Film Critics Society (OFCS) e diretor do CINESOV (Centro de Estudos do Cinema Soviético).
É doutor em história pela Pontifícia Universidade Católica do Rio Grande do Sul, onde apresentou a tese "Os Estados Unidos e a Operação Condor", além de ser pós-graduado em cinema pela Universidade Wesleyan. Atualmente mora nos Estados Unidos, onde trabalha em um laboratório de pesquisa vinculado à Universidade de Boston, na qual é professor visitante. A partir de 2019 passou a falar sobre cinema no próprio canal no YouTube, chamado Dalenogare Críticas. Em junho de 2021, Dalenogare foi o responsável por descobrir a primeira menção ao termo Óscar na imprensa, que estava na coluna "Cinematters" do jornalista Relman Morin no Los Angeles Evening Post-Record em 5 de dezembro de 1933.

## Biografia e carreira
Waldemar Dalenogare Neto obteve seu doutorado em história pela Pontifícia Universidade Católica do Rio Grande do Sul. Na mesma universidade obteve o bacharel, e é licenciado e mestre em história, onde também recebeu duas láureas acadêmicas por conta de seu desempenho. Dalenogare pesquisa a história dos Estados Unidos com foco na área política, e o relacionamento da política externa com os direitos humanos. Teve um projeto de liberação de documentos aprovados pela Arquivos Nacionais e Administração de Documentos, dos Estados Unidos, na qual foi o responsável por abrir registros da Argentina e do Uruguai durante a presidência de Ronald Reagan (1981 – 1989), sendo o primeiro brasileiro a conseguir realizar o trabalho na área. Autorizado pela Biblioteca do Congresso, fez a primeira compilação em língua inglesa dos depoimentos pré-julgamentos de Nuremberg. Também fez estágios de pesquisa na Ronald Reagan Presidential Foundation and Library e na Richard Nixon Presidential Library.
Em relação ao cinema, Dalenogare começou a publicar suas críticas sobre filmes em 2011. Em 2016 foi pessoalmente fazer a cobertura do Óscar como editor do IMDb e posteriormente foi contratado para trabalhar como tradutor. Mais tarde, passou a reportar a premiação no próprio site e a publicar suas críticas no YouTube, no canal Dalenogare Críticas. Em 2020 foi o primeiro membro sul-americano aprovado pela Critics Choice Association, associação que organiza o prêmio Critics' Choice Movie Awards.
Em maio de 2022, Dalenogare esteve envolvido no processo de discussão da Academia Brasileira de Cinema para redefinir o processo de escolha do candidato brasileiro ao Oscar, ao lado de nomes como Aly Muritiba e Bárbara Paz. Em julho de 2022, foi anunciado como um dos membros do comitê para selecionar os filmes que representarão o Brasil no Oscar.
Em março de 2025, foi um dos comentaristas da transmissão do Oscar 2025 na Rede Globo.
Em junho de 2025, iniciou uma parceria com rede social Periplat, onde passou a publicar artigos.

### Livros
- Pelas lentes da televisão: Propaganda e política na eleição presidencial estadunidense de 1960, Createspace Independent Publishing Platform (21 julho 2015) - ISBN-10	150095876X - ISBN-13	978-1500958763
- Guia de cinema 2015 ISBN: 1537498630[21]
- Guia de cinema 2016 ISBN: 154429574X[21]
- A Política Externa dos Direitos Humanos Do Governo Carter Para O Chile, Createspace Independent Publishing Platform (4 maio 2016), ISBN-10	1533108781 - ISBN-13	978-1533108784
- Guia de cinema 2017 ISBN: 198638621X[21]
- Histórias do Oscar: Os anos iniciais, ASIN: B07R2JHZHV, Editora: Dalenogare Books (9 maio 2019)[22]
- Repulsion, assinatura do livreto do blu-ray do filme a ser lançado pela Brotherhood no Brasil[23]

### Artigos acadêmicos
- Ruptura: A gênese do cinema soviético. Revista Movimento (Universidade de São Paulo – USP), n.7, 2016[21]
- O mito de Camelot a partir do filme Jackie, de Pablo Larraín. Publicado na Revista ARS (Universidade Federal do Rio de Janeiro – UFRJ), n.14, 2017.[24]
- Escuridão, resistência e silêncio em Le silence de la mer, de Jean-Pierre Melville[11]

## Prêmios
- Prêmio Fulbright-Capes de Tese de 2021, com a pesquisa Os Estados Unidos e a Operação Condor, realizada sob orientação do professor Helder Gordim da Silveira.[25]